# Лиска
Лиската (Fulica atra), наричана още белочела водна кокошка, черна лиска, курнида, е птица от семейство Дърдавцови. Среща се и в България, популацията е стабилна, поради което е разрешена за лов от 1 октомври до 31 януари.

## Физически характеристики
Дължината на тялото на лиската е 36 – 42 cm, тегло 0,6 – 1,2 kg, а размахът на крилата – 70 – 80 cm. Оперението ѝ е сивочерно, матово, със синкав оттенък по корема. На челото има бял, рогов израстък, вратът е сивочерен, а шията – черна. Няма бял цвят на подопашието. Няма полов диморфизъм, но се наблюдава възрастов. Младите индивиди са сиви или тъмнокафяви в горната част на тялото си, сивобелезникави – в долната и тъмнокафяви отстрани. При тях бялото петно липсва, вратът е тъмнокафяв, шията – черна. Клюнът при възрастните екземпляри е млечнобял, а при младите – тъмносив. Краката са зеленикавожълти, с широки листовидни кожести израстъци около пръстите, а очите – яркочервени.

## Разпространение
Лиската е широко разпространена в Европа, Азия, Северна Африка, Австралия и островите Нова Гвинея и Тасмания. В северните части на ареала е прелетна птица, а в южните – скитащ и постоянен вид. Зимува в Западна и Южна Европа, Северна Африка и Южна Азия. В България се среща през цялата година. По време на миграционния период ята от лиски могат да се срещнат край всички водоеми в страната. Зимува главно по крайбрежието на Черно море, а през размножителния период предпочита блатистите местности край река Дунав и морето. Птиците, които зимуват край бреговете на Черно море пристигат от по-северни от нас страни през октомври и остават до февруари.

## Начин на живот и хранене
При плуване, главата на лиската се поклаща в такт с движенията на краката, което прави разпознаването ѝ лесно, даже и от далеч. От водата излита тежко, набирайки скорост с тичане по водната повърхност. Лиската излита, като бяга продължително по водната повърхност и много пъти излиза на брега. Често издава характерния звънлив звук „чук-чук-чук", а също и разнообразни крясъци. При миграция и зимуване образува големи самостоятелни ята.
Лиската обитава сладководни и полусолени влажни зони. Търси храната си по водната повърхност или във водата, като се гмурка до 3 – 4 метра дълбочина, с отскок от повърхността. Храни се с части на растения, семена, охлюви, водни насекоми, червеи и рядко с дребни рибки.

## Размножаване
Лиската е моногамна птица и мъти два пъти годишно. През размножителния период тя е подчертано териториална. Защитава настървено „своята“ част от водоема дори от по-големи от нея птици като лебедите. Този период започва от първата половина на април и продължава до началото на август. Брачните двойки се образуват по време на миграция. Женската прави гнездо на брега, непосредствено до водната повърхност или на купчина тръстики върху водата. Изгражда го от листа на водни растения. Снася между 5 и 10 жълтеникави яйца на тъмни петна и точки. Двете птици ги мътят на смени около 21 – 24 дни. Малките се излюпват достатъчно развити за да могат да тичат и плуват добре. През есента младите птици образуват големи ята.

## Фосилна летопис
От средния холоцен (края на атлантическия период и суббореалния период) – финала на енеолита (края на 5 – началото на 4 хил. пр.н.е.) до ранно-бронзовата епоха (2800 – 2400 г. пр.н.е.) в Созополския залив сред кухненските отпадъци на обитателите на днес потънало селище са открити 159 костни находки от лиска, въз основа на които е описан изчезнал неин подвид – Fulica atra pontica (понтийска /черноморска/ лиска). В сравнение със съвременния подвид F. a. atra той имал статистически значими разлики (по-големи размери) по отношение на долните крайници. Вероятно F. a. pontica е просъществувал до средния холоцен и постепенно се трансформирал в рецентния подвид. Възможно е съществуването на созополската фосилна популация да се обясни и с извършването на някаква реликтна сезонна миграция, т.е. тя да е била съставена от зимни прелетници от североизток, където последните въздействия на заледяванията изчезнали много по-късно, отколкото на Балканския полуостров.